# Ergani
Ergani (Erxenî en kurde) est une ville et un district de la province de Diyarbakır dans la région de l'Anatolie du sud-est en Turquie.